# Juntas militares da Nigéria
As duas juntas militares da Nigéria de 1966-1979 e 1983-1998 foram ditaduras militares na Nigéria lideradas pelas Forças Armadas da Nigéria mas tendo um presidente no cargo.

## Primeira Junta (1966-1979)
A primeira junta iniciou-se em 15 de janeiro de 1966, quando o major Chukwuma Nzeogwu e um grupo de majores derrubaram o então primeiro-ministro Alhaji Sir Abubakar Tafawa Balewa em um golpe de Estado. O Major General Johnson Aguiyi-Ironsi foi feito Chefe do Governo Militar Federal da Nigéria; mas, seria em seguida deposto e assassinado em um golpe de Estado em julho do mesmo ano e sucedido pelo general Yakubu Gowon, que manteve o poder até 1975, quando foi derrubado em um golpe de Estado por um grupo de soldados que pretendia retornar o regime civil na Nigéria. O brigadeiro (mais tarde general) Murtala Mohammed, que sucedeu o general Gowon, não estava diretamente envolvido nesse golpe, mas ajudou a reunir soldados para o golpe. Um ano depois, em 1976, Mohammed foi assassinado em um golpe violento, e Olusegun Obasanjo, em seguida, sucedeu Mohammed. Três anos depois, em 1979, Obasanjo entregou o poder ao eleito Shehu Shagari, que encerrou o regime militar e instalou a Segunda República Nigeriana.

## Segunda Junta (1983-1998)
Shagari, no entanto, foi derrubado em um golpe de Estado em 1983 e sucedido por Muhammadu Buhari, que foi nomeado Presidente do Conselho Militar Supremo da Nigéria e Comandante-em-Chefe das Forças Armadas pela junta. Buhari governou por dois anos, até 1985, quando foi derrubado pelo general Ibrahim Babangida, que se designou com o cargo de Presidente do Conselho Governamental das Forças Armadas da Nigéria. Babangida prometeu um retorno a democracia quando assumiu o poder para 1990, muito embora em 1987, este período de transição seria prorrogado até 1992. Babangida governaria a Nigéria até 1993, quando entregou o poder ao chefe de Estado interino Ernest Shonekan, como parte de sua promessa de regressar a democracia. Dois meses mais tarde, no entanto, Shonekan foi derrubado pelo general Sani Abacha. Abacha designou a si mesmo Presidente do Conselho Governamental da Nigéria e tornou-se Comandante-em-Chefe das Forças Armadas e Chefe de Estado.
Após a morte de Abacha em 1998, o general Abdulsalami Abubakar assumiu e governou até 1999, quando Olusegun Obasanjo voltou a ser chefe de Estado (através de uma eleição), e encerrou com a junta. Olusegun Obasanjo governou até 2007 e, em seguida, passou-se para um outro presidente democraticamente eleito Umaru Musa Yar'Adua, que governou a Nigéria até a sua morte em 2010.